# Il falegname di Livonia

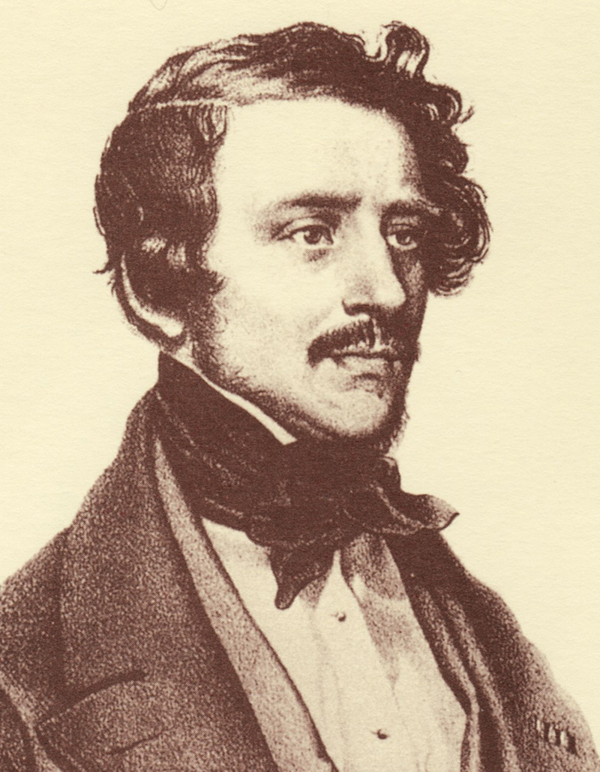
Gaetano Donizetti.

Il falegname di Livonia, o Pietro il grande, czar delle Russie (Snickaren i Livland, eller Peter den Store, Rysslands tsar) är en opera buffa i två akter från 1819 med musik av Gaetano Donizetti till ett libretto av Gherardo Bevilacqua-Aldobrandini. Librettot byggde delvis på Felice Romanis libretto till Giovanni Pacinis opera  Il falegname di Livonia, vilken hade haft premiär på La Scala i Milano den 12 april 1819. En annan källa var Alexandre Duvals komedi Le menuisier de Livonie, ou Les illustres voyageurs (1805).
Donizettis Il falegname di Livonia hade premiär den 26 december 1819 på Teatro San Samuele i Venedig vid öppnandet av karnevalssäsongen 1819-1820. Det var den fjärde av Donizettis operor som framfördes under hans livstid och den första som iscensattes "mer än en gång". Den sattes upp ca sju gånger fram till 1827, det sista kända framförandet under 1800-talet.

## Uppförandehistorik
Operan låg ospelad fram till 2003 då den gavs i Sankt Petersburg, tack var den konstnärlige chefen vid Sankt Petersburgs Kammaropera, Juri Alexandrov. Han tillbringade tre år att söka efter operans partitur, som det visade sig hade förkommit under årens lopp. Det mödosamma arbetet gav resultat: partituret kunde återskapas fragment för fragment. Den ryska premiären ägde rum den 27 maj 2003 i Sankt Petersburg i regi av Juri Alexandrov. 
2004 framfördes operan vid Festival della Valle d'Itria i Martina Franca.  Föreställningarna spelades in.

## Personer

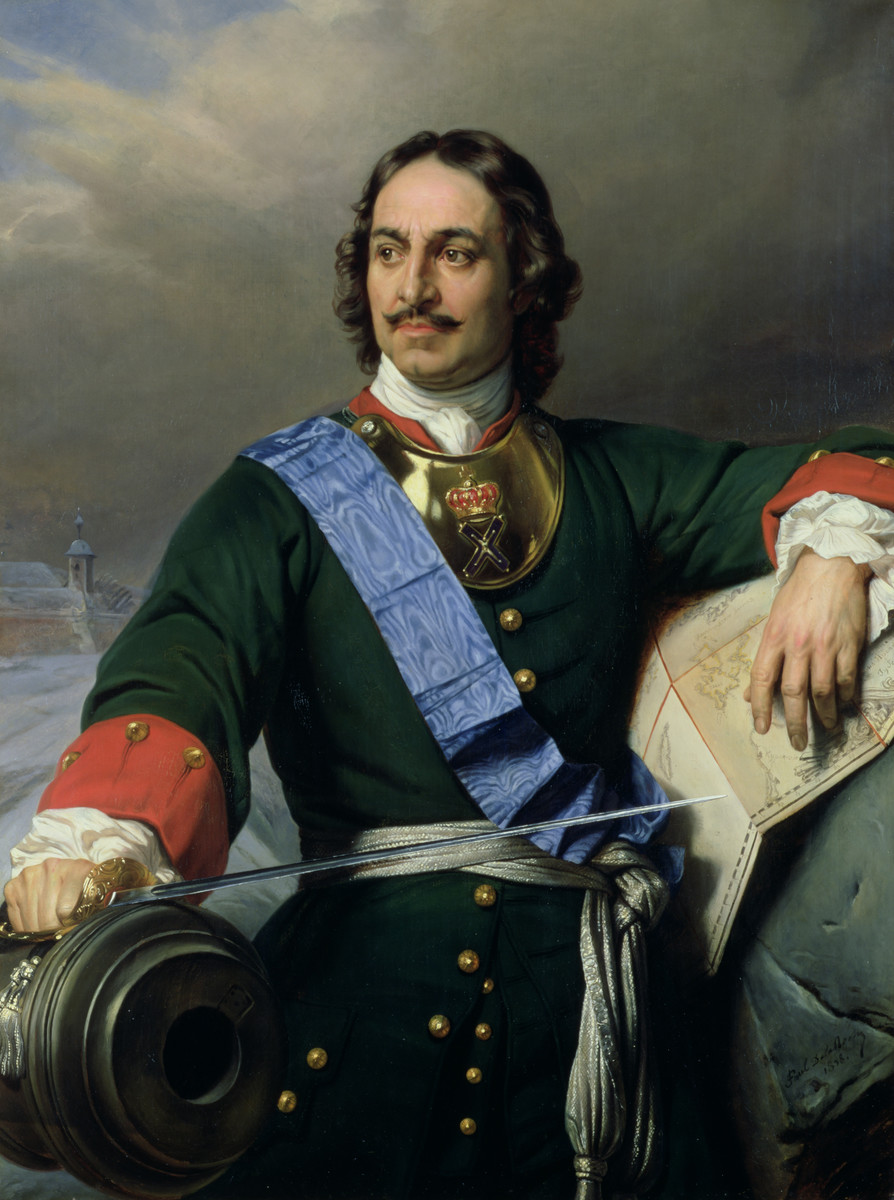
Porträtt av Peter den Store målad av Paul Delaroche

| Roller                                         | Stämma      | Rollbesättning vid premiären den 26 december 1819. |
| ---------------------------------------------- | ----------- | -------------------------------------------------- |
| Pietro il Grande (Peter den Store)             | bas         | Pio Botticelli                                     |
| Caterina (Katarina I av Ryssland, hans hustru) | sopran      | Adelaide Raffi                                     |
| Madama Fritz, värdshusvärdinna                 | mezzosopran | Caterina Amati                                     |
| Annetta Mazepa, värdshusvärdinna               | sopran      | Angela Bertozzi                                    |
| Carlo Scavronski, snickare i Livland           | tenor       | Giovanni Battista Verger                           |
| Ser Cuccupis, bydomare                         | bas         | Luigi Martinelli                                   |
| Firman Trombest                                | bas         | Giuseppe Guglielmini                               |
| Hondediski, moskovitisk kapten                 | baryton     | Gaetano Rambaldi                                   |
| Borgmästare, bybor, tsarens följe              |             |                                                    |

## Handling

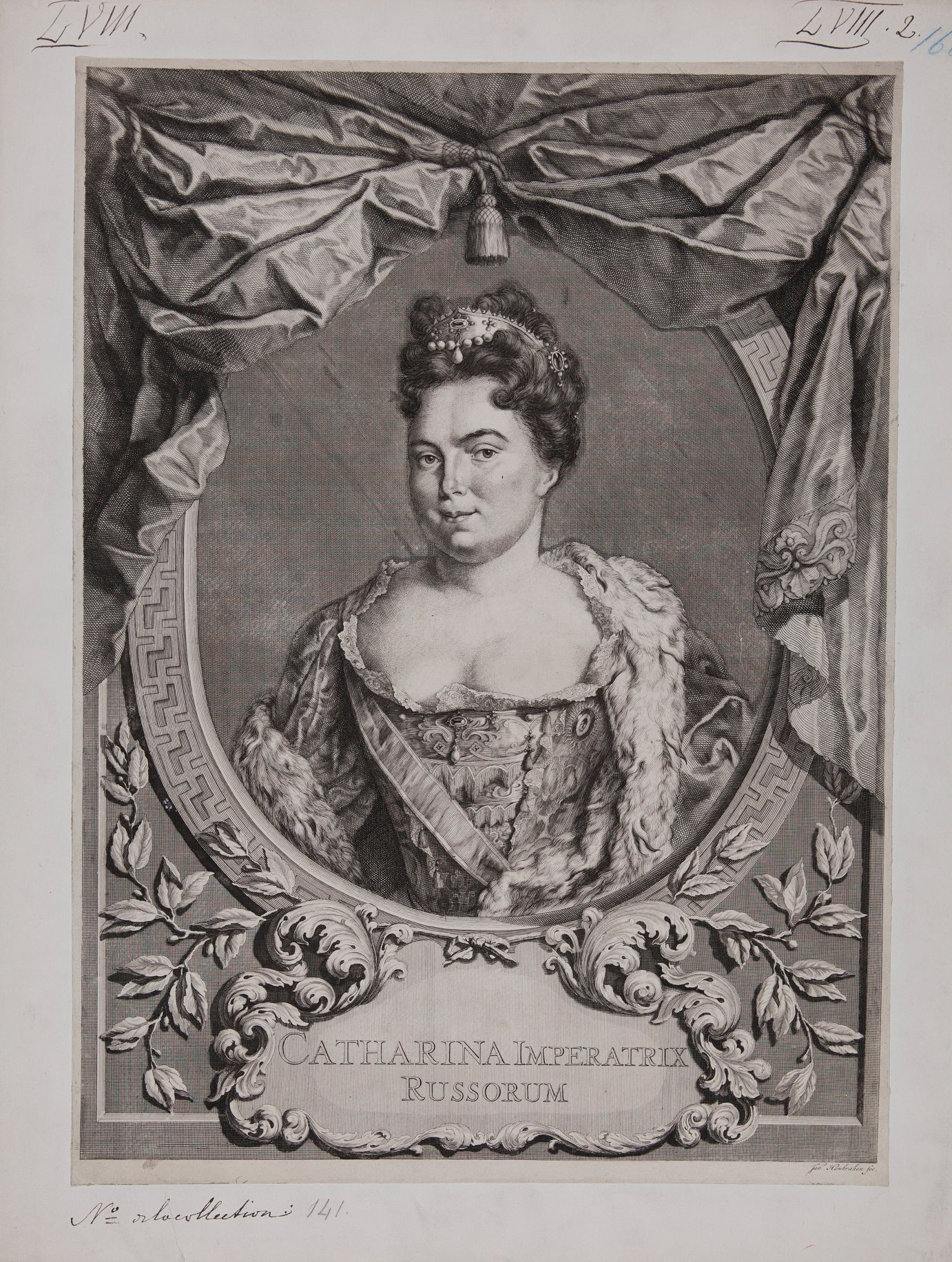
Katarina I av Ryssland, kejsarinna och autokrat över alla ryssar, född som Marta Skawronska

Tid: Sent 1600-tal
Plats: Den baltiska staten Livland (nuvarande Lettland och Estland) i en okänd by under ryskt styre.

### Akt 1
Snickaren Carlo är förälskad i hittebarnet Annetta. Han hävdar att han är av nobel börd och han uppvisar en del av sitt heta temperament då tsaren och hans hustru anländer incognito. De söker tsaritsans försvunne broder och har anledning att tro att Carlo kan vara denne. Tsaren frågar ut värdshusvärdinnan, Madame Fritz, om snickaren. När Carlo kommer in känner han inte igen främlingarna och uppträder en smula burdust. Det uppstår diskussion och tsaren hotar Carlo med svåra konsekvenser. Bydomaren lägger sig också i diskussionen med tsaren. Domaren har höga ambitioner och går så långt som att hota främlingen med sin vän tsaren. Peter beslutar sig för att utmana domaren och säger att han är Mensjikov, en hög officer i tsarens tjänst. Domaren låter arrestera Carlo men Madame Fritz rusar med dokument som visar att han är tsaritsans broder.

### Akt 2
Då Carlo blir medveten om att han är tsarens svåger introducerar han Annetta för det kejserliga paret. Utan att veta parets rätta identitet varnar han dem för att tsaren aldrig får se henne då hon är dotter till förrädaren hetman Ivan Mazepa. När han får höra att Mazepa är död benådar den falske Mensjikov flickan. Kaptenen berättar för domaren att Mensjikov egentligen är tsaren. I hopp om att ställa sig själv i en bra dager försöker domaren lägga sig i men då tsaren redan har genomskådat honom avskedas han från sin tjänst och åläggs böter. Peter, Caterina, Carlo och Annetta reser alla till Sankt Petersburg.